# Claude Pompidou
Claude Jacqueline Pompidou-Cahour (Château-Gontier (Mayenne), 13 november 1912 - Parijs, 3 juli 2007) was echtgenote van de Franse president Georges Pompidou. Tijdens diens presidentschap, van 20 juni 1969 tot 2 april 1974, was zij de tweede Première Dame de France van de Vijfde Republiek. 

## Leven voor de politiek
Claude Cahour was de dochter van Pierre Cahour, dokter, en Germaine Mélanie Houssaye, zus van Alfred Houssaye, directeur van de Transatlantique. Haar moeder overleed op 24 maart 1919 aan de Spaanse griep. Ze had een zus: Jacqueline. Ze ging rechten studeren aan de universiteit van Parijs. Het is daar dat ze haar toekomstige echtgenoot Georges Pompidou leerde kennen. Ze huwden op 29 oktober 1935. Het koppel bleef kinderloos maar adopteerde een zoon, Alain Pompidou (1942).

## Politieke leven
Wanneer haar man Georges Pompidou tot premier wordt benoemd, weigerde ze te verhuizen naar de officiële ambtswoning, hôtel Matignon, omdat ze te gehecht was aan het vrije leven dat ze voorheen met haar man leidde. 

### Affaire Marković
Enkele maanden voor de campagne voor het referendum over de senaatshervorming en oprichting van regio's in 1969, raakte Pompidou in een schandaal verwikkeld. Haar man was op dat moment een mogelijke kandidaat om Charles De Gaulle op te volgen wanneer diens ambtstermijn zou aflopen in 1972. Stefan Marković, manusje-van-alles van acteur Alain Delon en geen onbekende bij de politiediensten, werd vermoord. Een aantal geruchten staken nadien de kop op, waarbij Marković verschillende bekende persoonlijkheden gechanteerd zou hebben met foto's tijdens libertijnse feestjes. Gemonteerde foto's met daarop Pompidou deden zo de ronde. In werkelijkheid was het enkel een manoeuvre met als doel haar echtgenoot te destabiliseren. Na het mislukte referendum en het onverwachte ontslag van generaal de Gaulle verdween de affaire naar de achtergrond.

### Presidentsvrouw
Georges Pompidou werd president van Frankrijk op 20 juni 1969. Tijdens de inauguratie van haar man, droeg Pompidou kleding van Chanel. Ze introduceerde zo een modernere en minder stijve stijl in het Élysée, in schril contrast met haar voorganger Yvonne de Gaulle. Zo kregen ook abstracte kunst en designmeubelen hun plaats in het paleis; ook liet ze veel kamers opnieuw decoreren. Ze deed hetzelfde met het vakantieverblijf,  fort van Brégançon en het presidentiële gastenverblijf, het Hôtel de Marigny.
Ook tijdens officiële reizen brak Pompidou met protocol en traditie. Gekleed in merkkleding van Dior, Cardin en Yves Saint-Laurent, was ze een ambassadeur van de Franse haute couture. Ze drong er bij haar man ook op aan om kostuums van Cardin te dragen. Tegelijkertijd haalde ze daarmee de toorn van enkele media over zich heen omwille van haar luxueuze smaak; waarbij ze werd vergeleken met Marie Antoinette. Zo kreeg ze van Le Canard enchaîné de bijnaam Reine Claude (Koningin Claude) of Lady Pompidour. De meerderheid van de outfits werden echter uitgeleend door modehuizen en werden nadien terugbezorgd. De presidentsvrouw was ook een goede vriendin van Coco Chanel.
Tijdens hun bezoek aan Chicago in het Palmer House hotel werden ze bespuwd door leden van de Amerikaans-Joodse gemeenschap uit protest tegen het pro-Arabische beleid dat de president leidde tegenover het Midden-Oosten. Als gevolg hiervan organiseerde Richard Nixon een informeel diner in het Waldorf-Astoria Hotel in New York.
Pompidou was ook bevriend met Prinses Grace van Monaco. Ze haatte het Élysée en noemde het 'een huis van tegenspoed' en had liever meer gehaald uit de laatste maanden van het leven van haar man, die de ziekte van Waldenström had gekregen. Over die periode deed ze in 1970 al opmerkelijke uitspraken wanneer haar gevraagd werd wat ze het meest miste sinds haar status van première dame.

Être libre, pouvoir me promener dans les rues lorsque j'en ai envie. Faire des courses comme autrefois, entrer au hasard dans un cinéma.

Vrij zijn, een wandeling over straat kunnen maken wanneer ik er zin in heb. Boodschappen doen zoals vroeger, op elk moment een bioscoop binnenlopen.
— Claude Pompidou

 Na de dood van haar man in 1974 zette ze geen voet meer binnen in het Élysée.

## Liefhebber van hedendaagse kunst
Pompidou was al op jonge leeftijd geïnteresseerd in hedendaagse kunst en had samen met haar man een verzameling van werken van hedendaagse kunstenaars. Zo was ze in het bijzonder een gepassioneerd liefhebber van Yves Klein.

## Liefdadigheidswerk

### Claude Pompidou-fonds
Pompidou richtte in 1970 het fonds Claude Pompidou op en was tot haar dood ook ruim dertig jaar voorzitter ervan. Het fonds was gericht op hulp voor ouderen, ziekenhuispatiënten en kinderen met een handicap. Na haar dood volgde Bernadette Chirac haar op als voorzitter van de stichting.

### Claude Pompidou-instituut
In samenwerking met het Universitair Ziekenhuis van Nice opende het Claude Pompidou-fonds in 2014 het Claude Pompidou-instituut. Het instituut is gewijd aan onderzoek naar de ziekte van Alzheimer en biedt - naast klinisch onderzoek - screening en voorlichting over de ziekte aan. Daarnaast worden er ook patiënten verzorgd en behandeld. Het instituut werd 10 maart 2014 geopend in de aanwezigheid van Bernadette Chirac, de voorzitter van het Claude Pompidou-fonds en Nicolas Sarkozy, de Franse president.

## Begrafenis

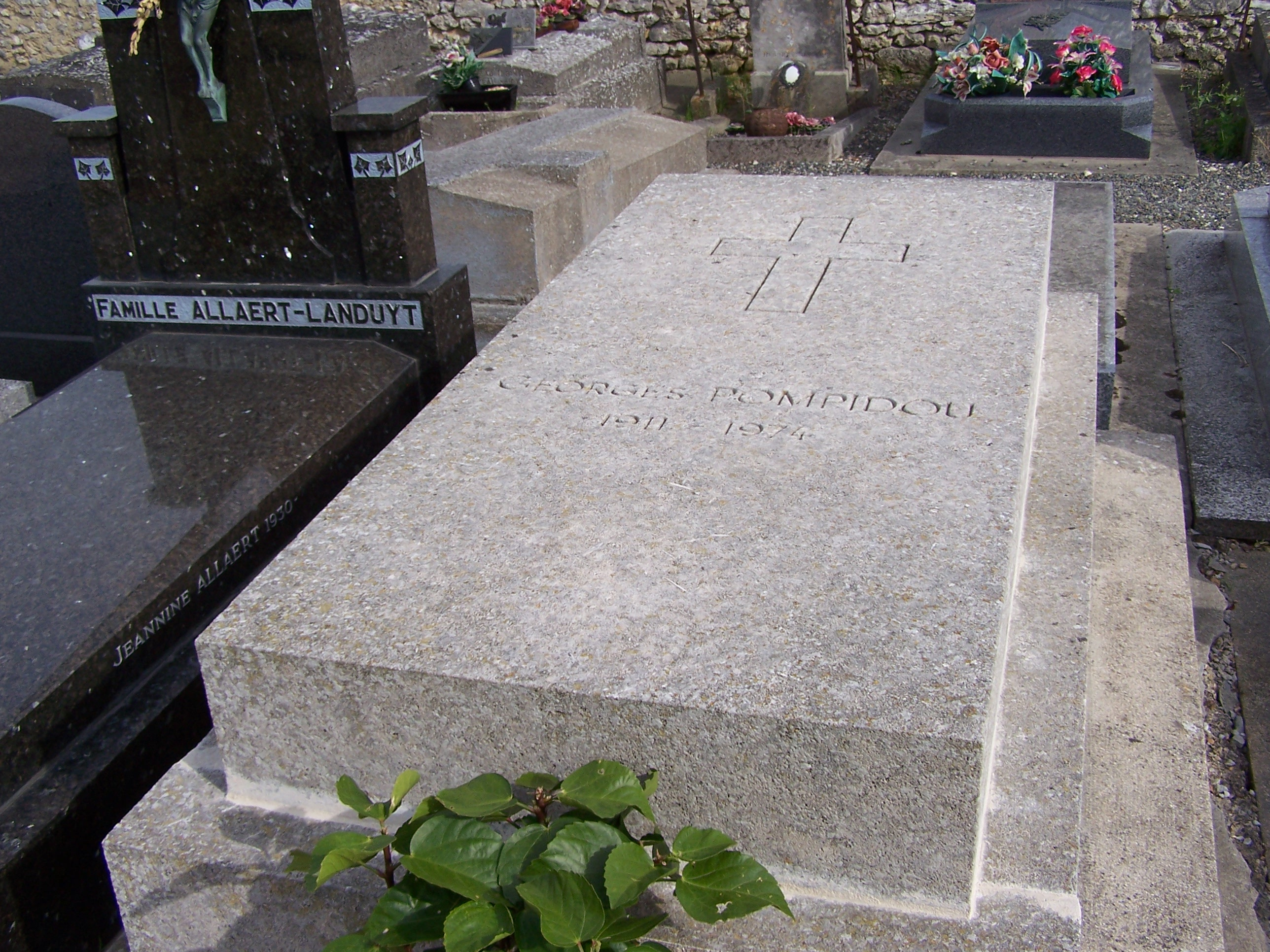
Graftombe van Georges en Claude Pompidou, in Orvilliers.

Claude Pompidou overleed op 3 juli 2007 op 94-jarige leeftijd in het appartement aan de Quai de Béthune op het Île St. Louis (Parijs) waar ze altijd samen met haar man had gewoond. De begrafenis vond plaats op 6 juli in de Église Saint-Louis-en-l'Île in Parijs in het bijzijn van vele Franse politieke figuren, waaronder de toenmalige president Nicolas Sarkozy en eerste minister François Fillon.